# Divergence de Kullback-Leibler
En théorie des probabilités et en théorie de l'information, la divergence de Kullback-Leibler, (ou divergence K-L ou encore entropie relative) est une mesure de dissimilarité entre deux distributions de probabilités. Elle doit son nom à Solomon Kullback et Richard Leibler, deux cryptanalystes américains. Selon la NSA[réf. nécessaire], c'est durant les années 1950, alors qu'ils travaillaient pour cette agence, que Kullback et Leibler ont inventé cette mesure. Elle aurait d'ailleurs servi à la NSA dans son effort de cryptanalyse pour le projet Venona.

## Introduction et contexte
On considère deux distributions de probabilités, notées P et Q. Typiquement, P représente les données, les observations, ou une distribution de probabilités calculée avec précision, tandis que la distribution Q représente typiquement une théorie, un modèle, une description ou une approximation de P. La divergence de Kullback-Leibler s'interprète comme la différence moyenne du nombre de bits nécessaires au codage d'échantillons de P en utilisant un code optimisé pour Q plutôt que le code optimisé pour P.

## Définition
Il existe plusieurs définitions selon les hypothèses sur les distributions de probabilités.

### Premières définitions
Pour deux distributions de probabilités discrètes P et Q sur un ensemble X. La divergence de Kullback–Leibler de P par rapport à Q est définie par
{\displaystyle D_{\mathrm {KL} }(P\|Q)=\sum _{x\in X}P(x)\log {\frac {P(x)}{Q(x)}}\!}
où P(x) et Q(x) sont les valeurs respectives en x des fonctions de masse pour P et Q. En d'autres termes, la divergence de Kullback-Leibler est l'espérance de la différence des logarithmes de P et Q, en prenant la probabilité P pour calculer l'espérance. 
Pour des distributions P et Q continues de densités respectives p et q, on utilise une intégrale
{\displaystyle D_{\mathrm {KL} }(P\|Q)=\int _{-\infty }^{\infty }p(x)\log {\frac {p(x)}{q(x)}}\;\mathrm {d} x\!}.

### Définitions générales
On peut généraliser les deux cas particuliers ci-dessus en considérant P et Q deux mesures définies sur un ensemble X, absolument continues par rapport à une mesure {\displaystyle \mu } : le théorème de Radon-Nikodym-Lebesgue assure l'existence des densités p et q avec {\displaystyle dP=pd\mu } et {\displaystyle dQ=qd\mu }, on pose alors
{\displaystyle D_{\mathrm {KL} }(P\|Q)=\int _{X}p\log {\frac {p}{q}}\;\mathrm {d} \mu \!}
sous réserve que la quantité de droite existe. Si P est absolument continue par rapport à Q, (ce qui est nécessaire si {\displaystyle D_{\mathrm {KL} }(P\|Q)} est finie) alors
{\displaystyle {\frac {p}{q}}={\frac {\mathrm {d} P}{\mathrm {d} Q}}} est la dérivée de Radon-Nikodym de P
par rapport à Q et on obtient
{\displaystyle D_{\mathrm {KL} }(P\|Q)=\int _{X}\log {\frac {\mathrm {d} P}{\mathrm {d} Q}}\;\mathrm {d} P=\int _{X}{\frac {\mathrm {d} P}{\mathrm {d} Q}}\log {\frac {\mathrm {d} P}{\mathrm {d} Q}}\;\mathrm {d} Q\,\!},
où l'on reconnait l'entropie de P par rapport à Q.
De même, si Q est absolument continue par rapport à P, on a
{\displaystyle D_{\mathrm {KL} }(P\|Q)=-\int _{X}\log {\frac {dQ}{dP}}\;dP\!}
Dans les deux cas, on constate que la divergence de Kullback-Leibler ne dépend pas de la mesure {\displaystyle \mu }.
Lorsque les logarithmes de ces formules sont pris en base 2 l'information est mesurée en bits; lorsque la base est e, l'unité est le nat.

## Exemple

Two distributions to illustrate Kullback–Leibler divergence

Kullback donne l'exemple suivant (Table 2.1, Example 2.1). Soit P et Q les distributions données dans la table et la figure. P est la distribution sur la partie gauche de la figure, il s'agit d'une distribution binomiale avec N = 2 et p = 0,4. Q est la distribution de la partie droite de la figure, une distribution uniforme discrète avec trois valeurs x = 0, 1 ou 2, chacune de probabilité p = 1/3.
Le tableau suivant donne les fonctions de masse des distributions P et Q. Par exemple, pour la distribution P, la probabilité d'avoir la valeur 1 est 0,48.
|                | 0     | 1     | 2     |
| -------------- | ----- | ----- | ----- |
| Distribution P | 0,36  | 0,48  | 0,16  |
| Distribution Q | 0,333 | 0,333 | 0,333 |

La divergence KL est calculée comme suit. On utilise le logarithme naturel.
{\displaystyle {\begin{aligned}D_{\text{KL}}(Q\parallel P)&=\sum _{x\in X}Q(x)\ln \left({\frac {Q(x)}{P(x)}}\right)\\[6pt]&=0,333\ln \left({\frac {0,333}{0,36}}\right)+0,333\ln \left({\frac {0,333}{0,48}}\right)+0,333\ln \left({\frac {0,333}{0,16}}\right)\\[6pt]&=-0,02596+(-0,12176)+0,24408\\[6pt]&=0,09637\end{aligned}}}

## Propriétés
Positivité
{\displaystyle D_{\mathrm {KL} }(P\|Q)\geq 0}
Égalité presque sûre
{\displaystyle P\;{\stackrel {p.s.}{=}}\;Q} ssi {\displaystyle D_{\mathrm {KL} }(P\|Q)=0}
Additivité
Soit deux distributions séparables {\displaystyle P_{12}(x_{1},x_{2})=P_{1}(x_{1}).P_{2}(x_{2})} et {\displaystyle Q_{12}(x_{1},x_{2})=Q_{1}(x_{1}).Q_{2}(x_{2})}
{\displaystyle D(P_{12}\|Q_{12})=D(P_{1}\|Q_{1})+D(P_{2}\|Q_{2})}
- Dans le formalisme de la géométrie de l'information développé par S.Amari[5], la divergence de Kullback-Leibler est la divergence associée à deux connexions affines duales fondamentales : la connexion m (mélange, combinaison additive des distributions) et la connexion e (exponentielle, combinaison multiplicative des distributions). La divergence de Kullback-Leibler obéit localement à la métrique de Fisher et correspond à l'intégration de la distance entre deux points (distributions) le long d'une géodésique de type e ou m (selon que l'on considère un sens ou l'autre : {\displaystyle D(P\|Q)} ou {\displaystyle D(Q\|P)}).[citation nécessaire]
- La distance symétrique (induite par la connexion de Levi-Civita, autoduale) associée à la métrique de Fisher est la distance de Hellinger {\displaystyle D_{H}(P\|Q)=2\sum _{i}\left({\sqrt {P_{i}}}-{\sqrt {Q_{i}}}\right)^{2}.}

## Discussion
Bien que perçue souvent comme une distance, elle n'en remplit pas les conditions : elle n'est pas symétrique et ne respecte pas l'inégalité triangulaire.
La divergence de Kullback-Leibler entre dans la catégorie plus large des f-divergences, introduite indépendamment par Csiszár en 1967 et par Ali et Silvey en 1966.
Par son appartenance à cette famille, elle respecte des propriétés de conservation de l'information :
invariance, monotonicité.
De manière complémentaire, la divergence de Kullback-Leibler est également une divergence de Bregman, associée à la fonction potentiel {\displaystyle \psi (x)=x\log x-x}.
La conséquence est que cette divergence, par transformation de Legendre de {\displaystyle \psi } est associée à un couple dual de système de coordonnées {\displaystyle (x,\log x)} permettant de représenter les distributions de la famille exponentielle.